# Горска ласта
Горска ласта (лат. Ptyonoprogne rupestris) је мала птица певачица из породице ласти . То је око 14 цм дугачка птица са пепељасто-смеђим горњим делом и блеђим доњим делом, и кратким, квадратним репом који има карактеристичне беле мрље на већини перја. Гнезди се у планинама јужне Европе, северозападне Африке и широм Палеарктика. Може се помешати са три друге врсте у свом роду, али је већа са светлијим пегама на репу и другачијим тоном перја. Многе европске птице су стахарице, али неке северне популације и већина азијских птица које се гнезде су миграторне, зимујући у северној Африци, Блиском истоку или Индији.
Горска ласта гради гнездо прилепљено уз стену испод избочине литице или све чешће на вештачкој структури. Прави уредно блатно гнездо од пола шоље са унутрашњом меком облогом од перја и суве траве. Гнезда су често усамљена, мада се неколико парова може гнездити релативно близу једно другом на добрим локацијама. Два до пет белих јаја са смеђим мрљама инкубира углавном женка, а оба родитеља хране птиће. Ова врста не формира велике колоније за гнежђење, али је друштвена ван сезоне гнежђења. Храни се разноврсним инсектима које хвата кљуном док лети близу литица или изнад потока и алпских ливада. Одрасле јединке и младе јединке могу бити плен птица грабљивица или врана, а ова врста је домаћин грињама. Са својим великим, растућим подручјем и великом популацијом, не постоје значајни проблеми са очувањем ове врсте.
Горска ласта је уско повезана са остале три врсте ласти које деле њен род и понекад се сматра истом врстом као једна или више њих, иако изгледа да постоје подручја где се ареали две врсте преклапају без хибридизације. Свих 5 врста ластавица из рода Ptyonoprogne су по понашању прилично сличне другим ластама Старог света које граде блатна гнезда и понекад се сврставају у већи род Hirundo, али овај приступ доводи до недоследности у класификацији неколико других родова, посебно род градских ласти.

## Таксономија
Горска ласта је формално описана као Hirundo rupestris од стране италијанског природњака Ђованија Антонија Скополија 1769. године, а немачки орнитолог Хајнрих Густав Рајхенбах ју је 1850. године преместио у нови род Ptyonoprogne. Његови најближи рођаци сучетири члана рода, источна горска ласта (Ptyonoprogne obsoleta), риђогла горска ласта (Ptyonoprogne rufigula) велика горска ласта (Ptyonoprogne fuligula) и тамна горска ласта (Ptyonoprogne concolor). Име рода потиче од грчке речи ptuon (πτύον), „лепеза“, што се односи на облик отвореног репа, и речи Procne (Πρόκνη), митолошке девојке која је претворена у ласту. Специфичи епитет rupestris значи „од стена“, од латинске речи rupes „стена“. Не постоје општепризнате подврсте. Предложене су две подврсте, централноазијска горска ласта (Ptyonoprogne rupestris centralasica) и Ptyonoprogne rupestris theresae у Атласким планинама Марока, али мале разлике у величини и боји не показују доследан географски образац. Фосили ове врсте пронађени су у касноплеистоценским наслагама у Бугарској, и у централној Француској у слојевима датираним од пре 242.000 до 301.000 година.
Пет врста Ptyonoprogne су чланови породице ласта и смештене су у потфамилију Hirundininae, која обухвата све ласте осим веома карактеристичних речних ласта. ДНК студије указују на то да постоје три главне групе унутар породице Hirundininae, што је углавном у корелацији са типом гнезда које граде. Групе су „основне ласте“, укључујући врсте које копају гнезда попут брегуница, „усвајачи гнезда“, што су птице попут двобојне америчке ласте (Tachycineta bicolor) које користе природне шупљине, и „градитељи гнезда у блату“. Врсте Ptyonoprogne граде отворено гнездо од блата и стога припадају последњој групи; врсте Hirundo такође граде отворена гнезда, градске ласте Delichon имају затворено гнездо, а ласте Cecropis и Petrochelidon имају затворена гнезда слична реторти са улазним тунелом.
Ptyonoprogne је уско повезан са већим родом ласти Hirundo у који се често убраја, али је анализа ДНК показала да би проширени род Hirundo логично требало да садржи све родове градитеља гнезда од блата, укључујући и градске ласте Delichon, праксу коју мало ауторитета следи. Иако гнезда Ptyonoprogne ласти подсећају на гнезда типичних врста Hirundo попут сеоске ласте, истраживање је показало да ако се Delichon, Cecropis и Petrochelidon одвоје од Hirundo, Ptyonoprogne такође треба третирати као посебан род.

## Опис
Горска ласта је 13-15 цм дугачка, са 32-34,5 цм распоном крила и тежи просечно 23 г. Има пепељасто-смеђе горње делове тела и блеђе доње делове тела, и има шире тело, крила и реп од било које друге европске ласте. Реп је кратак и квадратан, са белим мрљама близу врхова перја осим централних и најудаљенијих. Доњи део крила су црнкасти, очи су смеђе, мали кљун је углавном црн, а ноге су смеђе-ружичасте. Полови су слични, али младунци имају жућкасто-смеђе врхове перја на глави, горњем делу тела и покривачу крила. Ова врста се може разликовати од брегунице по својој величини, белим мрљама на репу и недостатку смеђег појаса на грудима. Тамо где се ареал преклапа са ареалом друге врсте Ptyonoprogne, горска ласта је тамнија, више смеђа и 15% већа од велике горске ласте, и већи и блеђи, посебно на доњем делу тела, од тамне горске ласте. Беле пеге на репу горске ласте су знатно веће од репа оба њена сродника.
Лет горске ласте изгледа релативно спор за ласту. Брзи ударци крила испрекидани су клизањем равних крила, а дугачке флексибилна примарна пера дају му окретност за маневрисање близу литица. Просечна брзина лета током миграције је измерена на 9,9 м/с, мање од отприлике 11 м/с типично за "Hirundinidae" ласте, али подаци су ограничени. Горска ласта често лети високо и показује беле мрље док рашири реп. Вокализације укључују кратка високе "пли", и "пије" и "тшир" оглашавања који подсећају на конопљарке (Linaria cannabina) и градске ласте (Delichon urbicum), респективно.

## Распрострањеност и станиште
Горска ласта се гнезди у планинама од Иберијског полуострва и крајњег северозападног дела Африке, преко јужне Европе, Персијског залива и Хималаја, до југозападне и североисточне Кине. Северне популације су миграторне, при чему европске птице зимују у северној Африци, Сенегалу, Етиопији и долини Нила, док азијске птице које се гнезде одлазе у јужну Кину, Индијски потконтинент и Блиски исток. Неке европске птице остају северно од Медитерана и, попут ласта у топлијим пределима попут Индије, Турске и Кипра, једноставно се селе у ниже пределе након гнежђења. Подручје гнежђења је ограничено са 20 °C, и подручјима за зимовање потребна је температура од око 15 °C да би било довољно хране за инсекте. Горска ласта је ретка врста било где северно од њених подручја гнежђења. На пример, постоји само 12 записа из Велике Британије, ниједан из Ирске, а први запис за Шведску је објављен тек 1996. године. Јужно од свог уобичајеног подручја зимовања, јављао се као луталица у Гамбији. Прво гнежђење врсте на територији Словачке у Националном парку Мала Фатра забележено је 2022. године.
Горска ласта се гнезде на сувим, топлим и заклоњеним литицама у планинским пределима са литицама и клисурама. Типична надморска висина је 2.000-2.700 м, али се гнежђење дешава до 5.000 м у Централној Азији. Избор места за гнежђење горска ласта веома је сличан избору дугодлаког слепог мишића (Hypsugo savii); птица и слепи миш се често гнезде на истим локацијама и имају готово идентичне ареале у Европи. У Јужној Азији, птице селице из Евроазије понекад се придружују јатима тамне горске ласте и заједнички седе на ивицама литица или зграда.
Највеће познато зимско склониште горских ласта забележено је у пећинском комплексу Горам у Гибралтару. Пећине су биле дом за највише 12.000 птица током зимске сезоне 2020-2021; 1-2% целокупне европске популације горских ласти.

## Понашање

### Гнежђење
Парови горских ласта гнезде се сами или у малим колонијама,обично са мање од десет гнезда. Гнезда су у просеку 30 м раздвојена и сваки пар агресивно брани своју територију за гнежђење од других ласта и већине других врста птица. Гнежђење се одвија од маја до августа, и обично се подижу два легла. Гнездо, које граде обе одрасле јединке је отворена полукошарица направљена од блата и обложена меким материјалом као што су перје или сува трава. Изграђена је испод надстрешнице на стеновитој литици, у пукотини или пећини или на вештачкој структури. Потребно је једну до три недеље да се изгради и поново се користи за друго легло и у наредним годинама. Гнездо се састоји од два до пет јаја, у просеку три. Јаја су бела са смеђим мрљама, посебно на ширем крају, и просечне су 20,2 x 14,0 мм са тежином од 2,08 г. Јаја углавном инкубира женка 13-17 дана до излегања, а птићима је потребно још 24-27 дана да добију комплетно перје. Оба родитеља хране птиће доносећи храну свака два до пет минута, а млади се хране 14–21 дан након што се оперјају. Са тако честим храњењем, одрасле јединке углавном траже храну у најбољим зонама за лов у непосредној близини гнезда, јер што даље лете у потрази за храном, то је дуже време потребно да донесу храну птићима у гнезду. У једној италијанској студији, стопа излегања била је 80,2 процената, а просечан број младих који су излетели био је 3,1.
Горска ласта је током последњих неколико деценија све више користила куће и друга вештачка места за гнежђење. Ова већа доступност места за гнежђење омогућила је врсти да прошири свој ареал, али је могуће да ће то довести до конкуренције са другим "Hirundinidae" ластама, као што су сеоска ласта и градска ласта, које такође користе вештачка места за гнежђење.
Једна италијанска студија је показала да је, као и код других птица које се хране из ваздуха, почетак гнежђења одложен због хладног или влажног времена, али то није имало утицаја на величину легла нити на број младих који су се излегли. Неочекивано, откривено је да је, након што су се јаја излегла, постојала негативна веза између температуре и броја младих који су се оперјали. Аутори су сугерисали да је вруће време исушило мале реке у којима су родитељи проналазили храну. Величина колоније није утицала на датум полагања јаја, величину легла или број успешно излетелих младунаца, али ова врста ионако не формира велике колоније.

### Храњење
Горска ласта се храни углавном инсектима које ухвати кљуном у лету, мада повремено узима плен са стена, земље или површине воде. Приликом гнежђења, птице често лете напред-назад близу стене тражећи инсекте, хранећи се и унутар и ван територије гнежђења. У другим случајевима, могу ловити док лете изнад потока или алпских ливада. Инсекти који се лове зависе од тога шта је локално доступно и могу укључивати муве, мраве, ваздушне пауке и бубе. Водене врсте попут пролетњака, водених мушица и стеница газивода изгледа да су важне барем у Шпанији и Италији. За разлику од других "Hirundinidae" ласти, ове птице се хране близу места за гнежђење и могу бити локално осетљиве на флуктуације у доступности инсеката. Горска ласта је друштвена ван сезоне гнежђења и може формирати значајна јата тамо где има обиља хране. Литице стварају стојеће таласе у протоку ваздуха који концентришу инсекте близу вертикалних подручја. Горска ласта користи подручје близу литице када лови, ослањајући се на своју високу маневарску способност и способност извођења оштрих окрета.

### Верност зимском одмаралишту
Познато је да горске ласте формирају велика одмаралишта зими, а највеће познато склониште је комплекс пећина Горхам на Гибралтару. Студија спроведена у овим пећинама и објављена у часопису Scientific Reports 2021. године, открила је да горске ласте показују веома високу верност појединачним пећинама унутар и између година. Поновно хватање обележавањем показало је да постоји преко 90% шансе за поновно хватање птица у пећинама где су први пут ухваћене. Стање птица из различитих пећина указује на разлике у квалитету склоништа, што је у корелацији са кондицијом европских горских ласта и, на крају крајева, преживљавањем.

## Предатори и паразити
Горску ласту повремено лови сиви соко, који дели њено планинско станиште, а током миграције преко Хималаја, наводи се да је жртва предатора од стране врана. Обичне ветрушке, копци, креје и обични гавранови се такође третирају као предатори и нападају их поновљеним заронима ако се приближе литицама где се гнезде. Упркос општој агресивности горске ласте, она толерише симпатричне градске ласте, можда зато што велики број те веома колонијалне врсте пружа рано упозорење на предаторе.
Горска ласта је домаћин гриња из рода Dermanyssus, укључујући Dermanyssus chelidonis, и носне гриње Ptilonyssus ptyonoprognes. Две нове врсте паразита су први пут откривене код ове ласте, мува Ornithomya rupes на Гибралтару и бува Ceratophyllus nanshanensis из Кине.

## Статус
Процењује се да европска популација горске ласте броји 360.000–1.110.000 јединки, укључујући 120.000–370.000 парова који се гнезде. Груба процена светске популације је 500.000–5.000.000 јединки, при чему Европа има између једне четвртине и једне половине укупног броја. Процењује се да популација < горских ласти расте након ширења ка северу, што може бити делимично последица повећане употребе вештачких структура као места за гнежђење. Проширење ареала је забележено у Аустрији (где се мостови на аутопутевима користе као места за гнежђење), Швајцарској, бившој Југославији, Румунији и Бугарској. Са својим веома великим ареалом и великом бројношћу, горска ласта се не сматра угроженом и класификована је као најмање угрожени таксон на Црвеној листи IUCN-а.